# Mạng lưới giám sát Không gian Sâu NASA
Mạng lưới giám sát Không gian Sâu (DSN) hoặc Mạng lưới giám sát Sâu trong Không gian là một mạng lưới các cơ sở giám sát thông tin liên lạc toàn cầu về các chương trình tàu không gian của chính phủ Hoa Kỳ, được đặt tại California (Hoa Kỳ), Madrid (Tây Ban Nha) và Canberra (Úc) với nhiệm vụ chính thức là hỗ trợ các tàu không gian thực hiện sứ mệnh du hành liên hành tinh của NASA. Ngoài ra, các cơ sở còn thực hiện các nhiệm vụ giám sát về bức xạ radio thông qua việc quan sát và áp dụng thiên văn vô tuyến nhằm mục đích thám hiểm Hệ Mặt Trời và khoảng không vũ trụ. Các nhiệm vụ được chỉ định liên quan đến các hoạt động về quỹ đạo Trái Đất cũng được hỗ trợ bởi các cơ sở giám sát này.
Mạng lưới giám sát Không gian Sâu là một phần của chương trình hoạt động thuộc Trung tâm thí nghiệm nghiên cứu và phát triển Động cơ phóng Phản lực (JPL). Bên cạnh mạng lưới này cũng có các cơ sở giám sát khác tương tự thuộc các quốc gia như Nga, Trung Quốc, Ấn Độ, Nhật Bản và Cơ quan Hàng không Vũ trụ Châu Âu.

## Tổng quan
Mạng lưới giám sát Không gian Sâu có ba cơ sở chính hoạt động xung quanh địa cầu, cách nhau tại mỗi góc đạt xấp xỉ 120 độ, bao gồm:
- Khu Phức hợp Thông tin Liên lạc Không gian Sâu Goldstone (35°25′36″B 116°53′24″T / 35,42667°B 116,89°T) bên ngoài ngoại ô Barstow, California. Chi tiết thêm về các hoạt động trong những ngày đầu tham gia giám sát tàu không gian của cơ sở Goldstone có thể được tìm thấy tại Dự án giám sát Không gian Vũ trụ.
- Khu Phức hợp Thông tin Liên lạc Không gian Sâu Madrid (40°25′53″B 4°14′53″T / 40,43139°B 4,24806°T), cách 60 km (37 dặm) về phía Tây Madrid (Tây Ban Nha).
- Khu Phức hợp Thông tin Liên lạc Không gian Sâu Canberra (CDSCC) tại thủ đô nước Úc (35°24′5″N 148°58′54″Đ / 35,40139°N 148,98167°Đ), cách 40 km (25 dặm) về phía Tây-Nam Canberra, nước Úc so với Khu bảo tồn Thiên nhiên Tidbinbilla.

Các cơ sở giám sát được tính toán và xây dựng tại các khu vực có địa hình dạng lòng chảo, bao quanh bởi đồi núi có sườn dốc thoải để hạn chế việc gây nhiễu sóng radio. Với chiến lược đặt cách nhau 120 độ mỗi cơ sở, cách thức này cho phép việc giám sát liên lạc với các tàu không gian không bị gián đoạn bởi sự tự quay và di chuyển quanh quỹ đạo của địa cầu. Cũng chính vì điều này, Mạng lưới giám sát Không gian Sâu của NASA là hệ thống liên lạc viễn thông đồ sộ và hiệu quả (độ nhạy cao) nhất trên thế giới.
Mạng lưới giám sát Không gian Sâu cho phép NASA tiến hành nghiên cứu khoa học và khám phá không gian vũ trụ trong Hệ Mặt Trời. Hệ thống này cho phép truyền tín hiệu hướng dẫn và điều khiển các tàu thám hiểm liên hành tinh không người lái. Đồng thời, nó cũng cho phép tiếp nhận các thông tin khoa học cần thiết và hình ảnh truyền về từ các tàu không gian này. Toàn bộ chảo Anten của Mạng lưới giám sát Không gian Sâu đều có khả năng chuyển hướng và thay đổi góc tiếp sóng theo chiều ngang-dọc nhờ thiết kế có hình dạng Parabol.
Hệ thống Anten và truyền tải thông tin dữ liệu cho phép Mạng lưới giám sát thực hiện:
- Tiếp nhận thông tin tự động ghi nhận truyền về từ xa của các tàu không gian
- Truyền tín hiệu điều khiển đến các tàu không gian
- Cập nhật từ xa các bản nâng cấp phần mềm của các tàu không gian
- Giám sát vị trí và vận tốc của các tàu không gian
- Thực hiện quan sát Giao thoa đường cơ sở từ rất xa
- Tiến hành đo đạc các thí nghiệm về sóng radio
- Thu thập các thông tin và dữ liệu khoa học
- Giám sát và điều khiển hoạt động của Mạng lưới.

### Trung tâm điều khiển hoạt động
Các tổ hợp Anten tại ba cơ sở mạng lưới giám sát đều được kết nối trực tiếp với Trung tâm điều khiển hoạt động Không gian Sâu (còn được biết đến với tên gọi Trung tâm điều khiển Mạng lưới giám sát Không gian Sâu) được đặt tại Trung tâm thí nghiệm nghiên cứu và phát triển Động cơ phóng Phản lực (JPL), thuộc Pasadena, California.
Trong những năm đầu đi vào hoạt động, trung tâm điều khiển lúc đó chưa thật sự có cơ sở hoạt động chính thức. Thay vào đó, vô số bàn ghế và điện thoại bàn được cung cấp và sắp đặt tạm thời trong một căn phòng rộng, gần nơi các máy tính được sử dụng để tính toán các thông số quỹ đạo. Vào tháng 7 năm 1961, NASA bắt đầu tiến hành mở rộng và cho xây dựng cơ sở chính thức với tên gọi Trung tâm Điều phối các Chuyến bay Không gian (SFOF). Quá trình xây dựng hoàn tất vào tháng 10 năm 1963 và chính thức đưa vào hoạt động vào ngày 14 tháng 5 năm 1964. Ban đầu, Trung tâm Điều phối có 31 bảng điều khiển, 100 máy quay phim giám sát (CCTV) và hơn 200 màn hình vô tuyến để hỗ trợ Ranger 6 để Ranger 9 và Mariner 4.
Vào thời điểm hiện tại, các kỹ thuật viên làm việc tại Trung tâm Điều phối các Chuyến bay Không gian thường xuyên theo dõi và ra chỉ thị trực tiếp nhằm giám sát chất lượng thông tin truyền về từ hệ thống tự động ghi nhận của các tàu không gian cũng như các dữ liệu điều hướng được chuyển đến các cơ sở Mạng lưới khác.
Ngoài ra, bên cạnh đó còn có một trạm cơ sở mặt đất giữ vai trò trung gian kết nối thông tin liên lạc đến các cơ sở Mạng lưới, Trung tâm Điều phối tại JPL, các trung tâm điều phối không gian khác trên khắp và ngoài lãnh thổ Hoa Kỳ cũng như giữa các nhà khoa học trên toàn thế giới.